# ウィスラー (ブリティッシュコロンビア州)
ウィスラー（英語：Whistler）は、カナダのブリティッシュコロンビア州西部のスキーリゾートである。人口は1万3537人（2022年）。バンクーバーから北に125km、標高670メートルの山岳地帯に位置する。
毎年200万人以上の人々が訪れており、ウィスラー・ブラッコムでのアルペンスキーとマウンテンバイクが世界的によく知られている。また、ウィスラーは2010年バンクーバーオリンピックでは山岳競技の主要会場となった。

## 歴史
ヨーロッパ人が入植するまで伝統的にスコーミッシュ族とリリワット族の先住民が長く住んでいた。イギリスの海軍によって1860年代に測量が行われた。1914年に入植が始まる。
1960年代までは非常に静かな場所で、インフラがほとんど整っていなかった。1962年に、バンクーバーから4人の企業家がスキーリゾートの建設と、1968年の冬季オリンピックを目指すことを目的に訪れるようになった。会社が設立されたが、1966年に売却され、ウィスラー・マウンテンは市民にオープンすることとなった。

## 冬季オリンピック
2010年に行われたバンクーバーオリンピックでは、ほとんどの山岳競技の会場となった。
- ウィスラー・クリークサイド - アルペン
- ウィスラー・ノルディック会場 - バイアスロン、クロスカントリー、ノルディック複合、スキージャンプ
- ウィスラー・スライディングセンター（12,000人収容） - ボブスレー、リュージュ、スケルトン

## アメリカグマ
ウィスラーの都市設計は、自然環境に適合するようデザインされており、その結果、アメリカグマの生息数が大きく回復した経緯をもつ。しかし、数年続いた干ばつの影響でマツが枯れ、クマは再び住宅街で食べ物をあさるようになった。
ウィスラーに生息する多くのクマは、食べ物を得るために、車のドアやバネ付きドアの開け方を学ぶようになった。そのほとんどのクマは穏やかであったが、人とクマの衝突も散見されたため、公的に対策が練られ、住民はクマの生息地からの移住が奨励され、行動療法が人とクマ、それぞれに実施された。その結果、除去や殺すことは最終手段とされた。この町での事例はクマの問題で悩む他の自治体のケーススタディとして使われている
。

## 交通
町はハイウェイ99号線にあり、スコーミッシュから北に58km、バンクーバーからは125kmの地点に位置する。
ウィスラー鉄道駅とノースバンクーバーとの間に、観光列車のウィスラーマウンテニア号がロッキーマウンテニア社により夏季のみ運行されていたが、現在は運行されていない。また夏季にはGreen Lakeとバンクーバー・ハーバー水上空港との間を水上機で結ぶ定期便が毎日運航される。

## 気候
冬季は海洋性の傾向が強く湿度が高い。1月の平均気温は−2.1℃、平均最低気温は−4.9℃、マイナス10度以下は年間24日程度、過去最低気温は1978年12月30日の-29.2℃である。年間降雪量418.7cmに達する。夏季は大陸性の傾向が強くなり乾燥した気候となる。日中の気温は上がり、年間で11日ほどが30℃を超える真夏日となり、過去には2021年6月29日に42.0℃を観測している。
| ウィスラー(1981−2010年平均)の気候 | ウィスラー(1981−2010年平均)の気候 | ウィスラー(1981−2010年平均)の気候 | ウィスラー(1981−2010年平均)の気候 | ウィスラー(1981−2010年平均)の気候 | ウィスラー(1981−2010年平均)の気候 | ウィスラー(1981−2010年平均)の気候 | ウィスラー(1981−2010年平均)の気候 | ウィスラー(1981−2010年平均)の気候 | ウィスラー(1981−2010年平均)の気候 | ウィスラー(1981−2010年平均)の気候 | ウィスラー(1981−2010年平均)の気候 | ウィスラー(1981−2010年平均)の気候 | ウィスラー(1981−2010年平均)の気候 |
| 月                                | 1月                               | 2月                               | 3月                               | 4月                               | 5月                               | 6月                               | 7月                               | 8月                               | 9月                               | 10月                              | 11月                              | 12月                              | 年                                |
| --------------------------------- | --------------------------------- | --------------------------------- | --------------------------------- | --------------------------------- | --------------------------------- | --------------------------------- | --------------------------------- | --------------------------------- | --------------------------------- | --------------------------------- | --------------------------------- | --------------------------------- | --------------------------------- |
| 最高気温記録 °C （°F）            | 8.9 (48)                          | 14.3 (57.7)                       | 19.6 (67.3)                       | 27.8 (82)                         | 35.6 (96.1)                       | 42.0 (107.6)                      | 38.8 (101.8)                      | 38.0 (100.4)                      | 35.0 (95)                         | 26.8 (80.2)                       | 13.6 (56.5)                       | 9.8 (49.6)                        | 38.8 (101.8)                      |
| 平均最高気温 °C （°F）            | 0.6 (33.1)                        | 3.2 (37.8)                        | 7.2 (45)                          | 11.8 (53.2)                       | 16.4 (61.5)                       | 19.9 (67.8)                       | 23.6 (74.5)                       | 24.0 (75.2)                       | 19.8 (67.6)                       | 11.2 (52.2)                       | 3.5 (38.3)                        | −0.2 (31.6)                       | 11.7 (53.1)                       |
| 日平均気温 °C （°F）              | −2.1 (28.2)                       | −0.5 (31.1)                       | 2.4 (36.3)                        | 6.1 (43)                          | 10.1 (50.2)                       | 13.6 (56.5)                       | 16.4 (61.5)                       | 16.5 (61.7)                       | 12.7 (54.9)                       | 6.7 (44.1)                        | 0.9 (33.6)                        | −2.8 (27)                         | 6.7 (44.1)                        |
| 平均最低気温 °C （°F）            | −4.9 (23.2)                       | −4.2 (24.4)                       | −2.3 (27.9)                       | 0.3 (32.5)                        | 3.8 (38.8)                        | 7.2 (45)                          | 9.2 (48.6)                        | 8.9 (48)                          | 5.6 (42.1)                        | 2.0 (35.6)                        | −1.8 (28.8)                       | −5.4 (22.3)                       | 1.5 (34.7)                        |
| 最低気温記録 °C （°F）            | −28.2 (−18.8)                     | −24.1 (−11.4)                     | −18.5 (−1.3)                      | −7.7 (18.1)                       | −3.4 (25.9)                       | −0.7 (30.7)                       | 0.3 (32.5)                        | 0.0 (32)                          | −3.2 (26.2)                       | −14.2 (6.4)                       | −24.3 (−11.7)                     | −29.2 (−20.6)                     | −29.2 (−20.6)                     |
| 降水量 mm （inch）                | 176.0 (6.929)                     | 104.6 (4.118)                     | 97.6 (3.843)                      | 75.9 (2.988)                      | 66.7 (2.626)                      | 58.9 (2.319)                      | 44.7 (1.76)                       | 47.5 (1.87)                       | 54.9 (2.161)                      | 154.6 (6.087)                     | 192.1 (7.563)                     | 154.1 (6.067)                     | 1,227.7 (48.335)                  |
| 降雪量 cm （inch）                | 103.0 (40.55)                     | 64.2 (25.28)                      | 47.4 (18.66)                      | 15.8 (6.22)                       | 1.0 (0.39)                        | 0.0 (0)                           | 0.0 (0)                           | 0.0 (0)                           | 0.0 (0)                           | 7.6 (2.99)                        | 65.7 (25.87)                      | 114.0 (44.88)                     | 418.7 (164.84)                    |
| 平均降雨日数 （≥0.2 mm）          | 10.6                              | 8.7                               | 11.6                              | 14.3                              | 15.0                              | 13.8                              | 10.0                              | 9.2                               | 10.0                              | 16.7                              | 14.5                              | 7.9                               | 142.2                             |
| 平均降雪日数 （≥0.2 cm）          | 13.7                              | 10.1                              | 9.2                               | 4.4                               | 0.5                               | 0.0                               | 0.0                               | 0.0                               | 0.0                               | 1.4                               | 9.7                               | 14.6                              | 63.5                              |
| % 湿度                            | 85.8                              | 75.1                              | 66.3                              | 57.8                              | 52.5                              | 52.9                              | 47.9                              | 47.5                              | 52.4                              | 70.3                              | 85.8                              | 87.1                              | 65.1                              |
| 平均月間日照時間                  | 40.3                              | 78.4                              | 123.2                             | 162.4                             | 207.3                             | 204.9                             | 250.6                             | 241.4                             | 194.0                             | 109.0                             | 41.8                              | 30.4                              | 1,683.8                           |
| 出典：                            |                                   |                                   |                                   |                                   |                                   |                                   |                                   |                                   |                                   |                                   |                                   |                                   |                                   |

## 姉妹都市
- 軽井沢町（日本）1999年3月3日締結

## 備考
- Windows XPの開発コード名「ウィスラー」はこの町から名づけられた。